# Olaf Bossi

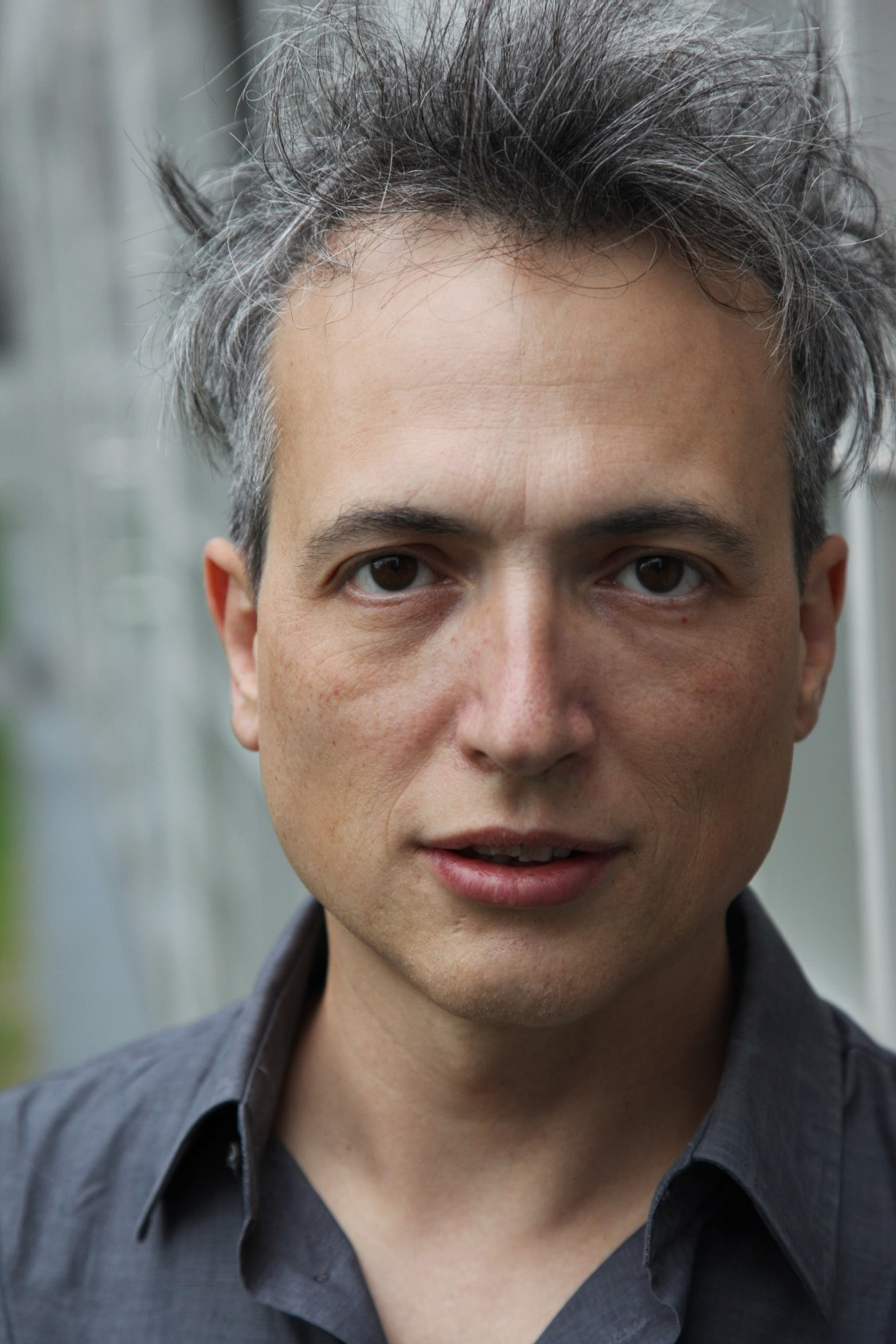
Olaf Bossi (2016)

Olaf Roberto Bossi (* 15. Februar 1971 in Stuttgart) ist ein deutsch-italienischer Musiker, Kabarettist und Liedtexter.

## Biografie
Olaf Bossi wuchs als Kind einer italienischen Mutter und eines deutsch-italienischen Vaters in Stuttgart auf. Dort besuchte er die Waldorfschule Uhlandshöhe, die er 1990 mit dem Abitur abschloss. Während der Schulzeit gründete er gemeinsam mit Felix Gauder, mit dem er noch heute zusammenarbeitet, eine Schülerband, die sich allerdings mit Ende der Schulzeit auflöste.
Nach dem Abitur studierte er, neben der Arbeit als Songwriter und Produzent, einige Semester Jura und Modedesign, bevor er sich 1994 nach der ersten Chart-Platzierung ausschließlich der Musik widmete. Mit dem Eurodance Projekt The Free und vor allem mit Das Modul gelangen ihm zahlreiche Chart-Platzierungen. Das Modul wurde zudem mehrfach mit Gold ausgezeichnet und für den Echo 1996 nominiert.
Ab Mitte der 2000er besuchte er die Comedy Academy und trat in Folge mehrere Jahre als Stand-Up Comedian auf (u. a. im Quatsch Comedy Club, WDR Fun(k)haus und NightWash).
Von 2009 bis 2010 hatte Bossi in Stuttgart mit Bossis Comedy Club im Café Stella seine eigene Comedy-Show, zu der er Comedy- und Kabarett-Kollegen einlud und die er selbst moderierte. 2010 beendete er seine Bühnenkarriere und widmete sich wieder vermehrt seiner Tätigkeit als Komponist und Texter für andere Künstler, vornehmlich im Bereich Schlager. Die Zusammenarbeiten mit Beatrice Egli, Oliver Haidt und Wolkenfrei wurden mit goldenen Schallplatten ausgezeichnet und mit Wolkenfrei gewann er den Echo 2016 im Bereich Schlager.
Seit 2012 ist Bossi selbst als Liedermacher und Kabarettist wieder auf der Bühne. Er feierte mit seinem ersten Soloprogramm „Glücklich wie ein Klaus“ im Oktober 2013 Premiere und ging damit in Deutschland und der Schweiz auf Tour. Aktuell (Winter 2019/2020) ist er mit dem Programm „Endlich Minimalist ... aber wohin mit meinen Sachen?“ auf den Kleinkunstbühnen.
Inzwischen wurde er mit mehreren Kleinkunstpreisen ausgezeichnet (s. u.).
Olaf Bossi ist verheiratet, Vater von zwei Kindern und lebt mit seiner Familie in Stuttgart.

## Autorenbeteiligungen
Olaf Bossi hat unter anderem für folgende Interpreten getextet und komponiert:
Maite Kelly, Beatrice Egli, Wolkenfrei, Ella Endlich, Dorfrocker, Voxxclub, Julian David, Oliver Haidt, Fantasy, Mitch Keller, Julia Buchner, Axel Fischer, Oliver Lukas & Caroline Beil, 100 % Mensch, Das Modul, The Free, Das tragische Dreieck.
Liste der Werk-Autorenbeteiligungen
- 2013: Wolkenfrei – Jeans, T-Shirt und Freiheit
- 2014: Wolkenfrei – Ich versprech dir nichts und geb dir alles
- 2014: Wolkenfrei – Champs-Élysées
- 2014: Wolkenfrei – Der Zaubertrank ist leer
- 2015: Wolkenfrei – Wachgeküsst
- 2015: Wolkenfrei – Ein Engel in der Weihnachtszeit
- 2023: Wolkenfrei – Uns gehört die Welt

## Auszeichnungen
- 2013: Euskirchener Kleinkunstpreis, 1. Platz
- 2014: Paulaner Solo+, 1. Platz (Jurypreis)
- 2014: Lorscher Abt, 2. Platz
- 2015: Kleinkunstpreis Baden-Württemberg, Förderpreis
- 2016: St. Prospers-Nachwuchs-Kabarettpreis in Erding, 1. Platz
- 2018: Herborner Schlumpeweck, Jurypreis
- 2020: Rahdener Spargel